# 화물 우주선

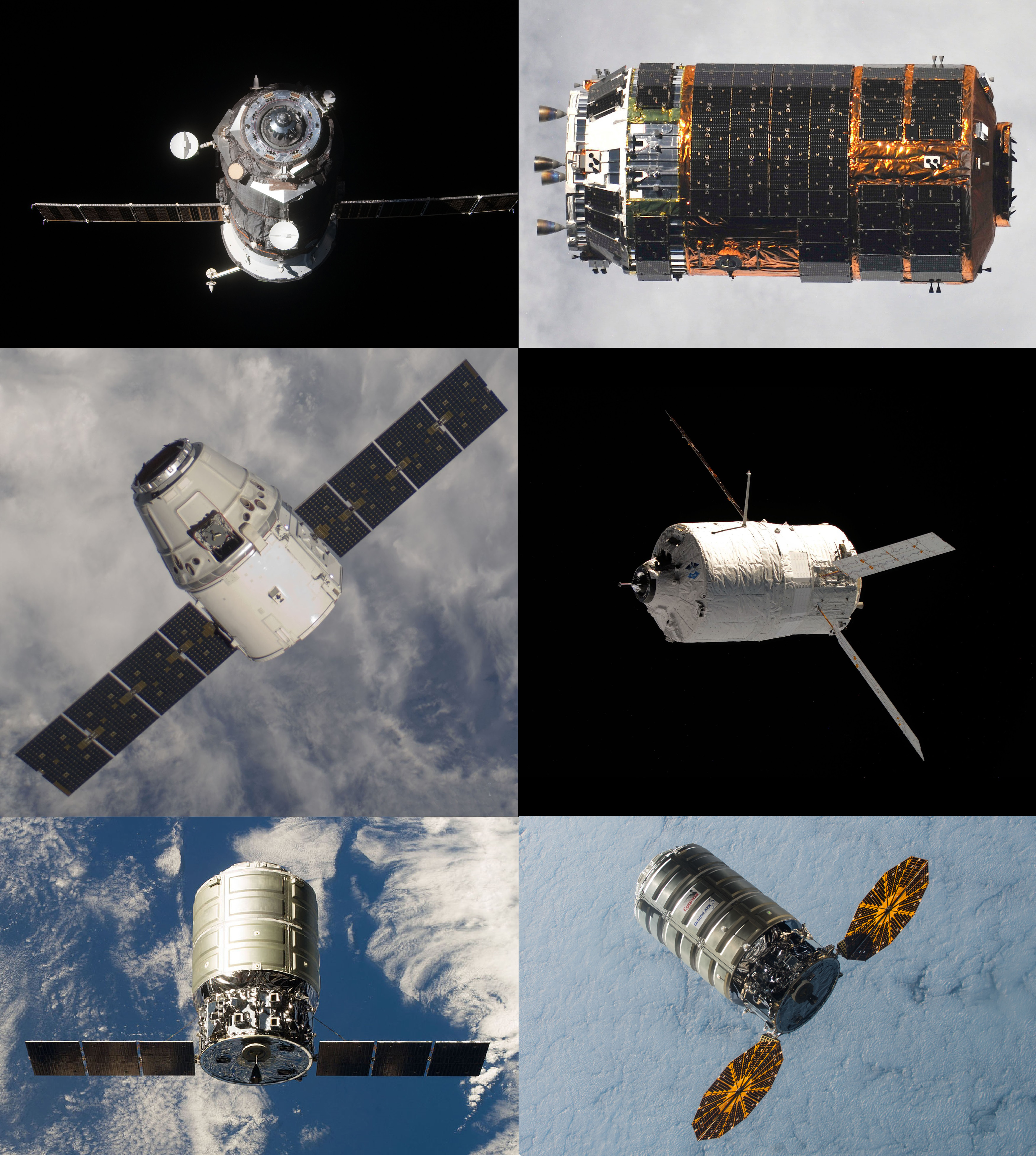
국제우주정거장 재보급에 사용된 화물 우주선 모음.

화물 우주선(貨物宇宙船, 영어: Cargo spacecraft)은 우주정거장에 식량, 연료, 기타 보급품을 나르기 위한 무인우주선으로, 과학 탐사를 위한 우주 탐사선과는 구분된다. 화물 우주선은 1978년 이후로 살류트 6호, 살류트 7호, 미르, 국제우주정거장, 톈궁 2호에 보급품을 날랐다.

## 우주선

### 현역
- 러시아: 프로그레스[1]—러시아 연방 우주국 개발
- 일본: HTV[2]—일본 우주항공연구개발기구 개발
- 미국: 드래곤[3]—NASA와 민간 우주기업 SpaceX의 합작
- 미국: 시그너스[4]—NASA와 민간 우주기업 오비탈 ATK의 합작
- 중국: 톈저우[5]—중국국가항천국 개발

### 퇴역
- 소련: TKS
- 유럽: ATV[6][7]—유럽우주국 개발. 마지막 ATV 우주선은 2015년 2월에 임무 종료.

### 개발 중
- 보잉이 승무원 수송선 CST-100 개조안을 제시했다.[8]
- 2016년 1월 NASA가 시에라 네바다의 드림 체이서를 보급선 계약 중 하나로 채택했다고 발표했다. NASA는 최소 6번 이상의 ISS 보급 임무를 진행할 예정이다.[9]

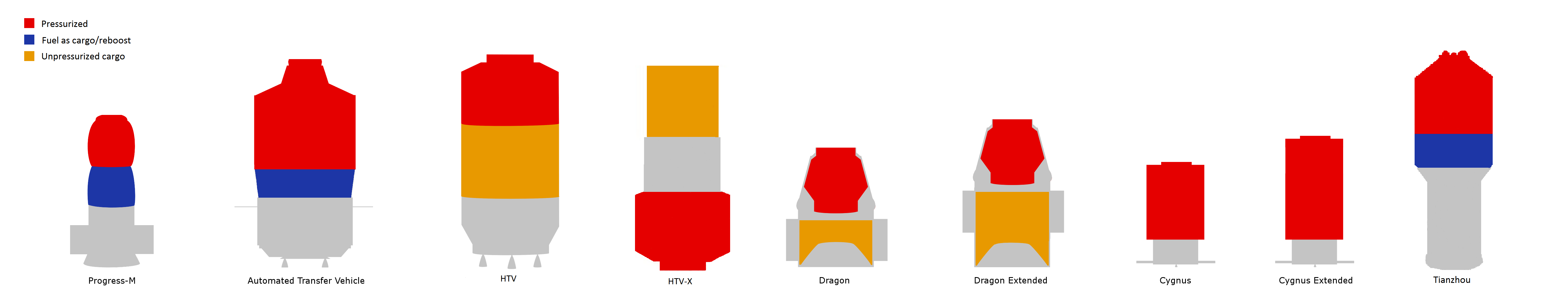

## 취소
- 미국: 민간 기업 로켓플랜 키슬러가 목표치를 달성하지 못해 2007년 NASA와의 키슬러 K-1 개발 계약이 취소되었다. 이후 이 계약은 오비털 사이언스 코퍼레이션이 계승했다.[10][11]

## 같이 보기
- 우주정거장 화물선 목록